# جورج ر. لينن
جورج ر. لينن (بالإنجليزية: George R. Lunn)‏ هو سياسي أمريكي، ولد في 23 يونيو 1873 في الولايات المتحدة، وتوفي في 27 نوفمبر 1948 في نفس البلد. حزبياً، نشط في الحزب الديمقراطي. وقد انتخب عضو مجلس النواب الأمريكي.